# تونی مارتین (دوچرخه‌سوار)
تونی مارتین (آلمانی: Tony Martin، زاده ۲۳ آوریل ۱۹۸۵) دوچرخه‌سوار اهل آلمان است که در رشتهٔ دوچرخه‌سواری جاده فعالیت می‌کند.
از افتخارات وی میتوان به کسب مدال نقره تایم تریل در بازی‌های المپیک تابستانی ۲۰۱۲ اشاره کرد. همچنین تاکنون توانسته‌است ۱۲ مدال در مسابقات قهرمانی دوچرخه‌سواری جاده جهان به دست آورد. از جمله قهرمانی در دو رشتهٔ تایم تریل انفرادی و تایم تریل تیمی در سال‌های ۲۰۱۲، ۲۰۱۳ و ۲۰۱۶ و قهرمانی تایم تریل انفرادی را در سال ۲۰۱۱ کسب کرده‌است.